# Daddy Birori
Daddy Birori, également connu sous le nom d'Etekiama Agiti Tady, est un footballeur international rwandais qui évolue en faveur du Sagrada Esperança, au poste d'attaquant.

## Biographie
Birori joue au football en faveur du Mukura Victory, d'ATRACO, de Kiyovu Sports et de l'AS Vita Club. 
Il fait ses débuts internationaux pour le Rwanda en 2009, et participe à des matchs de qualification pour la Coupe du Monde de la FIFA.

### Controverses
Birori participe à la qualification de la Coupe d'Afrique des Nations 2015 en représentant le Rwanda. Au premier tour, il dispute deux matches contre la Libye, le match aller du 18 mai se termine par un score nul et vierge (0-0) et le 31 mai lors du match retour, il réussit un triplé avec à la clé une victoire 3-0. Mais la Fédération libyenne de football dépose une plainte auprès de la Confédération africaine de football, selon laquelle le joueur ne devrait pas être éligible puisqu'il avait participé à la Ligue des champions de la CAF 2009 en tant que joueur congolais.  Le secrétaire général de la Fédération rwandaise de football, Olivier Mulindahabi, déclare que le joueur est éligible car il a joué au Rwanda pendant cinq ans, et qu'il est titulaire d'un passeport rwandais.  
Lors des matchs du deuxième tour, le Rwanda bat la République du Congo 4-3 aux tirs au but, après une défaite 2-0 le 20 juillet et une victoire 2-0 au match retour le 2 août. Le Rwanda se qualifie pour la phase de groupe (troisième tour), où il voit tirer au sort contre le Nigeria, l'Afrique du Sud et le Soudan,. Mais, tout comme la Libye, la Fédération congolaise se plaint également de l'éligibilité de Birori. 
Le 18 août, la CAF annonce qu'elle suspend le joueur pour avoir utilisé deux noms et dates de naissance différentes. Le passeport rwandais de Daddy Birori indique en effet une date de naissance au 12 décembre 1986, tandis que le passeport congolais indique le nom d'Etekiama Agiti Taddy avec une date de naissance au 13 décembre 1990.
De plus, le Rwanda se trouve disqualifié de la compétition de qualification à la Coupe d'Afrique des Nations 2015 pour avoir tenté d'induire la CAF en erreur. Dans un communiqué, la CAF déclare que la "FERWAFA a soutenu qu'à sa connaissance le joueur Dady Birori avait une identité" mais que "les enquêtes ont révélé qu'il avait été convoqué en tant qu'Etekiama Agiti Tady par la FERWAFA pour rejoindre l'équipe nationale du Rwanda" . La CAF a également annulé le résultat de la victoire du Rwanda sur la République du Congo le 2 août, le Congo prenant ainsi la place du Rwanda dans le groupe A du troisième tour.  Stephen Constantine, l'entraîneur du Rwanda déclare : « je suis amèrement déçu de la décision des CAF [sic], la même plainte a été déposée par la Libye et elle a été rejetée, alors qu'est-ce qui a changé ! [Sic] » 
Le 17 septembre 2014, Birori se voit suspendu par la CAF pour une durée de deux ans,.

### Fin de carrière
En 2018-2019, il signe avec le club angolais du Kabuscorp Sport Clube. 
En 2019-2020, il signe avec la Sagrada Esperança dans la ligue angolaise, la Girabola. 

### Buts internationaux
Les scores et les résultats indiquent le premier but du Rwanda. 
| Non | Date              | Lieu                                         | Adversaire | But  | Résultat | Compétition                                    |
| --- | ----------------- | -------------------------------------------- | ---------- | ---- | -------- | ---------------------------------------------- |
| 1.  | 27 mai 2012       | Stade Mustapha-Ben-Jannet, Monastir, Tunisie | Tunisie    | 1 –3 | 1 à 5    | Amical                                         |
| 2.  | 29 novembre 2012  | Mandela National Stadium, Kampala, Ouganda   | Zanzibar   | 1 –2 | 1–2      | Coupe CECAFA des nations 2012                  |
| 3.  | 1er décembre 2012 | Mandela National Stadium, Kampala, Ouganda   | Érythrée   | 1 –0 | 2-0      | Coupe CECAFA des nations 2012                  |
| 4.  | 31 mai 2014       | Stade Régional Nyamirambo, Kigali, Rwanda    | Libye      | 1 –0 | 3–0      | Qualification Coupe d'Afrique des Nations 2015 |
| 5.  | 31 mai 2014       | Stade Régional Nyamirambo, Kigali, Rwanda    | Libye      | 2 –0 | 3–0      | Qualification Coupe d'Afrique des Nations 2015 |
| 6.  | 31 mai 2014       | Stade Régional Nyamirambo, Kigali, Rwanda    | Libye      | 3 –0 | 3–0      | Qualification Coupe d'Afrique des Nations 2015 |